# Mangrove Educatiecentrum
Het Mangrove Educatiecentrum is een museum in Totness in het district Coronie in Suriname.
Het centrum werd op 16 oktober 2015 geopend door minister Steven Relyveld van Ruimtelijke Ordening, Grond- en Bosbeheer in de voormalige brandweerkazerne van Totness. Het museum richt zich op de lokale bevolking, vissers, leerlingen, natuurliefhebbers en toeristen.
Het educatiecentrum is een spin-off van een workshop over kustbescherming bij 's Lands Bosbeheer en werd opgezet om mensen bewuster te maken van het belang van de mangrovebossen. Die vormen een natuurlijke bescherming tegen afkalving van de kustlijn van Suriname, waardoor het water het land niet op kan stromen. Verder is het een kraamkamer voor allerlei vissen, krabben en garnalen en een pleisterplek voor allerlei vogels zoals de rode ibis. Volgens minister Relyveld zou er ook bij vissers een tekort aan kennis zijn, omdat ze mangrovehout gebruiken om hun vis te roken. Bij verdwijning van de bossen zou ook hun visgebied verdwijnen.
Na een renovatie van het historische pand werd het museum in januari 2019 heropend. In dat jaar nam het ook als een van de weinige locaties buiten Paramaribo deel aan het evenement Museumn8.